# Ismael Bangoura
Ismaël Bangoura (2 de enero de 1985) es un futbolista natural de Guinea. Juega como delantero y su equipo actual es el Al-Taraji Club de la Segunda División de Arabia Saudita.
Fue miembro del equipo guineano que fue eliminiado en los cuartos de final de la Copa Africana de Naciones en 2006. 
Ismäel Bangoura nació en la ciudad de Conakri, ha jugado también para los equipos franceses AC Ajaccio y Le Mans UC72, habiendo sido el máximo goleador de este último durante la temporada 2006-2007 con 11 goles en 28 juegos.
El 5 de julio de 2007 firmó un contrato de 5 años con el Dinamo de Kiev. La transferencia fue de alrededor 5 millones de euros.
Después de realizar una gran temporada europea con el Dinamo en la Copa de la UEFA, el Stade Rennes lo fichó por 10 millones de euros, el día 2 de julio de 2009.

## Selección nacional
Ha sido internacional con la selección de fútbol de Guinea, ha jugado 52 partidos internacionales y ha anotado 13 goles.

## Clubes
| Club                     | País                   | Año       |
| ------------------------ | ---------------------- | --------- |
| Gazélec Ajaccio          | Francia                | 2003-2005 |
| Le Mans U. C.            | Francia                | 2005-2007 |
| Dinamo de Kiev           | Ucrania                | 2007-2009 |
| Stade Rennes F. C.       | Francia                | 2009-2010 |
| Al-Nasr S. C.            | Emiratos Árabes Unidos | 2010-2012 |
| F. C. Nantes             | Francia                | 2012-2016 |
| Umm Salal S. C. (cedido) | Catar                  | 2012-2013 |
| Al-Raed                  | Arabia Saudita         | 2016-2019 |
| Al-Batin F. C. (cedido)  | Arabia Saudita         | 2019      |
| F. C. Mulhouse           | Francia                | 2019-2020 |
| Al-Taraji Club           | Arabia Saudita         | 2020-     |